# Tikanlantto-Isolantto
Tikanlantto-Isolantto este o arie protejată (arie specială de conservare — SAC, sit de importanță comunitară — SCI) din Finlanda întinsă pe o suprafață de 8,2 ha, integral pe uscat.

## Localizare
Centrul sitului Tikanlantto-Isolantto este situat la coordonatele 64°42′57″N 26°02′54″E / 64.7158°N 26.0483°E.

## Înființare
Situl Tikanlantto-Isolantto a fost declarat sit de importanță comunitară în mai 2002 pentru a proteja un număr necunoscut de specii din flora spontană și fauna sălbatică aflate în arealul zonei. Situl a fost protejat și ca arie specială de conservare în aprilie 2015.

## Biodiversitate
Situată în ecoregiunea boreală, aria protejată conține 6 habitate naturale: Lacuri și iazuri distrofice naturale, Cursuri de apă de la nivel de câmpie la nivel montan, cu vegetație Ranunculion fluitantis și Callitricho-Batrachion, Pajiști fino-scandinave uscate până la mezice, bogate în specii de altitudine mică, Pajiști aluvionare boreale nordice, Păduri fino-scandinave bogate în ierburi cu Picea abies, Păduri aluvionare cu Alnus glutinosa și Fraxinus excelsior (Alno-Padion, Alnion incanae, Salicion albae).
La baza desemnării sitului se află un număr nedeclarat de specii protejate.
Pe lângă speciile protejate, pe teritoriul sitului au mai fost identificate 2 specii de plante.